# Інтелектуальна свобода
Інтелектуальна свобода — це право на свободу переконань і свободу їх вираження. Як зазначено у 19 статті Загальної декларації прав людини це право кожної людини. 19 стаття проголошує:
| Кожна людина має право на свободу переконань і на вільне їх виявлення; це право включає свободу безперешкодно дотримуватися своїх переконань та свободу шукати, одержувати і поширювати інформацію та ідеї будь-якими засобами і незалежно від державних кордонів[1]. |
Інтелектуальну свободу стимулюють шерег професій і рухів. Серед іншого йдеться про бібліотечну справу, освіту і рух вільного програмного забезпечення.

## Предмет
Інтелектуальна свобода є розмаїтою в виборі тем, отож має широке поширення. Зокрема можна виокремити питання академічної свободи, інтернет-фільтрації і цензури.  